# Haus Montpellier
Das Haus Montpellier ist die Familie der Herren von Montpellier von 985 bis 1213. Guillem I. erhielt die erst im Jahrhundert zuvor gegründete Stadt Montpellier und Teile der bisherigen Herrschaft Montpellier entweder von Bernard II., Graf von Melgueil, oder vom Bischof von Montpellier. Diese (neue) Herrschaft Montpellier blieb im Besitz der Nachkommen Guilhems I. bis zum Aussterben der Familie mit Guilhem VIII. bzw. dessen Tochter Maria von Montpellier.
Die Familie profitierte vom Aufschwung der Stadt und des Hafens in engen diplomatischen Beziehungen zur Republik Genua. Diese enge Beziehung half Guilhem VI. 1141 bei der Niederschlagung eines Volksaufstands. 1163 akzeptierten die Herren von Montpellier die Oberhoheit des Grafen von Toulouse.
Guilhem VIII. heiratete in erster Ehe Eudokia Komnene, in zweiter Ehe Agnes de Castilia, obwohl die erste Ehe weiter bestand. Folglich wurden die Kinder aus der zweiten Ehe vom Papst als illegitim und damit nicht erbberechtigt angesehen, weshalb nach Guilhems Tod 1202 die Herrschaft Montpellier über Guilhems Tochter aus erster Ehe, Maria, und deren dritten Ehemann, Peter II., König von Aragón, X 1213, an das Haus Barcelona ging.
Nicht zu verwechseln mit der Familie de Montpellier de Vedrin - d'Annevoie, einem bedeutenden belgischen Adelsgeschlecht.

## Stammliste

### Von Guillem I. bis Guillem VI.
- Guillem I., Herr von Montpellier (dominus Montispessulani), 26. September 985 von Graf Bernard II. von Melgueil
- Guillem II., 1019 bis wohl 1025 bezeugt

- Guillem III.; ⚭ Beliarde

1. Guillem IV.,1058/68 bezeugt; ⚭ Ermengarde de Melgueil, Tochter von Raymond I., Graf von Melgueil
  1. Guillem V., 1068 bezeugt, 1099 Kreuzritter, 1112 Seigneur de Frontignan et de Popian, 1113/14 Seigneur de Montbazin et de Pignan, 1114 Feldzug gegen Mallorca, † vor 21. Februar 1122; ⚭ 1086/87 Ermessens de Melgueil, 1121/56 bezeugt, Tochter von Pierre, Graf von Melgueil
    1. Guillem VI., 1121/61 bezeugt, 1132 Seigneur du Pouget, 1140 Seigneur de Paulhan, testiert 11. Dezember 1146, 1149 geistlich zu Granselve; ⚭ (Ehevertrag August 1129) Sibylia de Mataplane, † vor 1172 – Nachkommen siehe unten
    2. Guillemette, 1120/49 bezeugt, ⚭ (Ehevertrag 18. Januar 1120) Bernard IV., Graf von Melgueil, † 1132
    3. Ermengarde und Adelais, 1121 bezeugt
    4. Bernard, 1121/22 bezeugt, † vor 1156, Seigneur de Popian
    5. Guillem d’Omelaz, 1114 bezeugt, 1121 Seigneur d’Omelaz, de Mont-Arnaud, du Pouget, de Mazernes et de Saint-Pons, testiert 8. März/5. Juni 1156, † vor 1161; ⚭ nach 1118 Tiburge d’Orange, Erbtochter von Raymbaud II., Graf von Orange
      1. Raymbaud d’Omelaz, genannt le Troubadour d’Orange, 1156/71 bezeugt, † vor 1191, 1156 Seigneur d’Omelaz, de Pouget, de Mont-Arnaud, de Popian etc., 1171 Seigneur d’Orange
      2. Tiburge, Dame de Montbazin 1149/65; ⚭ (Ehevertrag 7. Februar 1149) Adhémar de Murviel, 1141/91 bezeugt
        1. Sicardus, 1156 bezeugt
        2. Raymond Ato, 1156/87 bezeugt, † vor 1191, 1187 Seigneur d’Omelaz; ⚭ Fide, 1191 bezeugt
          1. Tiburge, * 1186, wohl am 6. Juni, 1191/99 bezeugt; ⚭ wohl 1191 Guillem IX. de Montpellier, 1191/97 bezeugt (siehe unten); ⚭ (2) Frotardus de Orlague

      3. Tiburge, 1156/84 bezeugt, ⚭ (1) Gaufred de Mornaz, † vor 1156; ⚭ (2) Bertrand des Baux (Haus Les Baux)

  2. Bernard d’Andusia, 1114 bezeugt, Seigneur d’Omelaz, de Monscamels, de Mazerenz etc.; ⚭ NN, 1114 bezeugt – Nachkommen
2. Guillem Aimoin, † vor 24. Januar 1103
  1. Bernard Guillem, † nach 11. März 1118, 1103/17 vicarius von Montpellier; ⚭ Sonegundi, 1118 bezeugt
    1. Guillem Aimon, 1113/39 bezeugt, 1118 vicarius von Montpellier, ⚭ vor 5. September 1113 Aialmuris, Tochter von Faidito
      1. Raymond Aimoin, 1156/78 bezeugt, 1139 vicarius von Montpellier
        1. Bernard Guillem
        2. Aimoide (Aimonia), ⚭ Guillem de Montoulieu
        3. Adalmude und Alamude

      2. Pelagocio, 1139/51 bezeugt, † vor 1178

    2. Gaucelmo de Claret, 1118 bezeugt, † nach 31. Juli 1159; ⚭ Agnès, † vor 1159
      1. Kinder, 1159 bezeugt

  2. Raymond Guillem, 1103 Bischof von Nîmes

### Von Guillem VI. bis Marie
1. Guillem VI., 1121/61 bezeugt, 1132 Seigneur du Pouget, 1140 Seigneur de Paulhan, testiert 11. Dezember 1146, 1149 geistlich zu Granselve; ⚭ (Ehevertrag August 1129) Sibylia de Mataplane, † vor 1172 – Vorfahren siehe oben
  1. Guillem VII., 1146 Herr von Montpellier und Montferrier, 1157 Señor de Tortosa, 1157/58 Seigneur de Castries, 1160 Seigneur de Clermont, 1168, Seigneur de Sauteyrargues, 1171 Seigneur de Mireval, testiert 29. September 1172, † vor Mai 1173, bestattet in der Abbaye de Granselve; ⚭ Montpellier 25. Februar 1156/57 Mathilde von Burgund, 1156 Dame de Montferrier, † vor 29. September 1172, Tochter von Hugues II. Borel, Herzog von Burgund (Älteres Haus Burgund)
    1. Guillem VIII., 1172 Herr (1197 von ganz) Montpellier, Seigneur de Castries, de Castelnau, du Pouget et de Pignan, 1187 Seigneur de Paulhan, 1191 Seigneur de Loupian, 1194 Seigneur de Frontignan, 1196 Seigneur de Mireval et de Saint-Paul de Montcamel, 1197 Seigneur d’Omelaz, testiert 4. November 1202, † 1218; ⚭ (1) 1181 Eudokia Komnene, nach 1186 Benediktinerin in Aniane, † nach 4. November 1202, Tochter von Alexios Komnenos, protobestiarios und sebastokratorothes, und Maria Dukaina (Komnenen); ⚭ (2) Barcelona April 1187 Agnes de Castilia (ohne Scheidung von seiner ersten Ehefrau), 1191/1202 bezeugt, die Kinder aus dieser Ehe wurden vom Papst nicht legitimiert
      1. (1) Marie, Herrin von Montpellier etc, Dame de Muret, † Rom 21. April 1213; ⚭ (1) Raimond Geofroi, genannt Barral, Vicomte de Marseille; ⚭ (2) (Ehevertrag 7. Dezember 1197) Bernardo IV., 1176 bezeugt, † 22. Februar 1225, Comte de Comminges, 1190 Comte de Bigorre et Vicomte de Marsan, geschieden 1201 (Haus Comminges); ⚭ (3) 15. Juni 1204 Peter II., genannt el Católico, 1195 König von Aragón, Graf von Barcelona, X 14. September 1213
      2. (2) Thomas de Tortose, 1202/04 Herr von Montpellier, Seigneur de Paollano
      3. (2) Guillem IX., 1191/1203 bezeugt; ⚭ wohl 1191 Tiburge, * 1186, 1191/98 bezeugt, Tochter von Raymond Ato, Seigneur d’Omelaz (siehe oben)
      4. (2) Raymond, nach 1202 geistlich in Granselve
      5. (2) Bernard Guillem, † 1237, 1202 geistlich zu Giron und Lodève; ⚭ Jusiana de Entenza, Señora de Alcocea, † nach 1213, Tochter von Ponce Hugo de Entenza aus dem Haus Ampurias (Haus Barcelona)
      6. (2) Guido, 1202 Mönch in  Cluny
      7. (2) Bergondion, 1202 Kanoniker in Le Puy-en-Velay
      8. (2) Agnès, 1202 bezeugt; ⚭ 1204 Raimund-Roger Trencavel, † 10. November 1209, Vicomte de Carcassonne (Haus Trencavel)
      9. (2) Adelaide, 1202 bezeugt; ⚭ nach 1202 Jofre II. de Rocaberti, X 1212

    2. Guillem
    3. Guido Bergondion, 1172 bezeugt, testiert Dezember 1182, † vor 1183; ⚭ Adelaide de Cognaz, 1183 bezeugt
    4. Raymond, 1172 geistlich, Bischof von Lodève, 1192/1213 Bischof von Agde
    5. Sibylia; ⚭ vor 1172 Raymond Gaucelm
    6. Guillemette, Adelaide und Maria, 1172 bezeugt
    7. Clementia, Nonne in Tarn, 1172/1202 bezeugt, † wohl 1204; ⚭ vor September 1199 Rostaing I. de Sabran, Connétable des Grafen von Toulouse, 1199/1206 bezeugt, † vor 19. Juni 1209

  2. Guillem de Tortose, 1136 bezeugt, nach 1157 als Tempelritter auf Kreuzzug; ⚭ vor Juli 1153 Ermessens de Castries, † 1157, Tochter von Dalmas und Cecilia
  3. Raymond Guillem, 1146/1202 bezeugt, Benediktiner, 1172/87 Abt von Aniane, 1187 Bischof von Lodève
  4. Gui(do) Guerregiat, Zisterzienser, resigniert, Seigneur de Paollano et de Pouget, 1146 bezeugt, testiert Februar 1177, † Valmagne; ⚭ vor 1177 NN
  5. Bernard Guillem, 1146 bezeugt, † wohl vor 1172
  6. Guillemette, ⚭ vor 1146 wohl Pons de Mataplane
  7. Adelais und Ermessens, 1146 bezeugt